# Lotononis leptoloba
Lotononis leptoloba är en ärtväxtart som beskrevs av Harry Bolus. Lotononis leptoloba ingår i släktet Lotononis och familjen ärtväxter. Inga underarter finns listade i Catalogue of Life.